# Winfried Biesing
Winfried Biesing (* 12. Juni 1919 in Neumagen; † 23. Januar 2001 in Königswinter) war ein deutscher Richter und Heimatforscher, der sich mit der Geschichte seiner Heimatstadt Königswinter und des Siebengebirges beschäftigte.

## Leben und Wirken
Biesing wuchs als Sohn des Amtsgerichtsrats Franz Biesing (1875–1958) in Königswinter auf und legte 1937 am Realgymnasium (heutiges Siebengebirgsgymnasium) in Honnef sein Abitur ab. Im Zweiten Weltkrieg als Soldat dienend, wurde er 1944 zum Hauptmann befördert und im März 1945 als Taktiklehrer an eine Schule für Fahnenjunker der Infanterie in Schwerin versetzt, die kurz vor Kriegsende im April nach Schleswig verlegt wurde. Anschließend kehrte er von dort nach Königswinter in sein Elternhaus zurück, um die Übersiedlung seiner noch andernorts bei Verwandten untergebrachten Familie vorzubereiten. Er fand eine Anstellung als Baupraktikant in Bonn und absolvierte eine Baufacharbeiterprüfung, entschied sich jedoch für die Aufnahme eines Jurastudiums an der Ende 1945 wiedereröffneten Bonner Universität. Aufgrund seiner vorherigen Funktion als Offizier wurde er zunächst nicht zum Studium zugelassen und auch nach erfolgter Studienaufnahme noch mehrmals zwangsweise exmatrikuliert, wobei ihm jeweils mithilfe zweier Professoren die Wiederzulassung gelang. Im April 1949 bestand er in Bad Godesberg sein Referendarexamen. Von 1960 bis 1984 war er als Richter (Amtsgerichtsrat) am Amtsgericht Königswinter tätig.
Biesing war von 1970 bis 1997 Vorsitzender und anschließend Ehrenvorsitzender des Heimatvereins Siebengebirge. Er war maßgeblich am Ausbau und der Umwandlung des Vereinsmuseums zum städtischen Siebengebirgsmuseum beteiligt und bis 1998 dessen stellvertretender Leiter. Für sein Wirken als Heimatforscher, darunter seine zahlreichen heimatgeschichtlichen Veröffentlichungen, wurde Biesing unter anderem mit dem Rheinlandtaler ausgezeichnet. Seine Beisetzung erfolgte in Königswinter auf dem Friedhof Am Palastweiher.

## Veröffentlichungen
- Heimatverein Siebengebirge (Hrsg.): Drachenfelser Chronik: Geschichte eines Berges, seiner Burg und seiner Burggrafen. Rheinland-Verlag, Köln 1980, ISBN 3-7927-0559-1.
- Kath. Pfarrgemeinde St. Remigius (Hrsg.): 200 Jahre St.-Remigius-Kirche in Königswinter 1780–1980. Königswinter 1980.
- Heimatverein Siebengebirge (Hrsg.): Petersberger Chronik: der Petersberg seit dem Kapellenbau des Jahres 1764. Uelpenich, Königswinter 1983.
- Heimatverein Siebengebirge (Hrsg.): Vom Amt Wolkenburg zum Canton Königswinter. Königswinter 1984.
- Heimatverein Siebengebirge (Hrsg.); Theo Hardenberg, Winfried Biesing: „In der Welt“ zu Königswinter und rundherum: Ein Stück geschichtlicher Ortskunde. Uelpenich, Königswinter 1985.
- Das Siebengebirgsmuseum in Königswinter. In: Jahrbuch des Rhein-Sieg-Kreises 1986. Rheinland-Verlag, Köln 1985, ISBN 3-792708-85-X, S. 9–16.
- (mit Theo Hardenberg) Zur Geschichte des Ölbergs und seiner Steinbrüche. In: Heimatverein Siebengebirge (Hrsg.): Streiflichter aus dem Siebengebirge [Festschrift 1926–1986]. Königswinter 1986, S. 173–195.
- Zur Geschichte der Löwenburg und ihrer Herren. In: Heimatverein Siebengebirge (Hrsg.): Streiflichter aus dem Siebengebirge [Festschrift 1926–1986]. Königswinter 1986, S. 197–223.
- Die Wolkenburg im Siebengebirge. In: Heimatblätter des Rhein-Sieg-Kreises: Jahrbuch des Geschichts- und Altertumsvereins für Siegburg und den Rhein-Sieg-Kreis, ZDB-ID 540572-5, 54./55. Jahrgang (1986/1987), S. 135–149.
- Heimatverein Siebengebirge (Hrsg.): Der Prinz von Wales in Königswinter: 11.7.1857 – 27.8.1857. Eine romantische Rheinreise. Königswinter 1987.
- Die Rosenau im Siebengebirge: Eine vergessene Burg. In: Jahrbuch des Rhein-Sieg-Kreises 1988. Rheinlandia Verlag, Siegburg 1987, ISBN 3-925551-04-2, S. 128–132.
- Der Hirschberg und die Hirschburg im Siebengebirge. In: Jahrbuch des Rhein-Sieg-Kreises 1989. Rheinlandia Verlag, Siegburg 1988, ISBN 3-925551-08-5, S. 47–61.
- Der Petersberg. Von der Fliehburg zur Residenz für Staatsgäste. Heel Verlag, Königswinter 1990, ISBN 3-89365-186-1.
- Eremiten und Augustiner-Chorherren auf dem Petersberg. In: Jahrbuch des Rhein-Sieg-Kreises 1991. Rheinlandia Verlag, Siegburg 1990, ISBN 3-925551-17-4, S. 131–134.
- Behinderung der Dampfschleppschiffahrt auf dem Rhein 1848. In: Jahrbuch des Rhein-Sieg-Kreises 1992. Rheinlandia Verlag, Siegburg 1993, ISBN 3-925551-41-7, S. 104–109.
- Heimatverein Siebengebirge (Hrsg.): Königswinterer Wegekreuze und Wallfahrten. Königswinter 1992.
- Heimatverein Siebengebirge (Hrsg.): Die Marienkirche auf dem Petersberg und ihre Erbauer: 12. Jahrhundert. Königswinter 1993.
- Märkte in Königswinter. In: Jahrbuch des Rhein-Sieg-Kreises 1994. Rheinlandia Verlag, Siegburg 1993, ISBN 3-925551-61-1, S. 76–83.
- Der Einsatz von Eseln als Last- und Reittiere in Königswinter. In: Rheinische Heimatpflege, Neue Folge, 30. Jahrgang, Heft 4 (Oktober–Dezember 1993), S. 297–299.
- Königswinter. Porträt einer Stadt [Bildband]. Heel-Verlag, Königswinter 1994, ISBN 3-89365-330-9.
- 125 Jahre VVS: Die ersten vierzig Jahre. In: Rheinische Heimatpflege, Neue Folge, 31. Jahrgang, Heft 4 (Oktober–Dezember 1994), S. 298–303.
- Heimatverein Siebengebirge (Hrsg.): Clemens August Freiherr von Schall, Illuminat in Bonn – Maire in Königswinter – Oberbanner des Landsturms vom Siebengebirge 1748 – 1814. Königswinter 1996.
- Heimatverein Siebengebirge (Hrsg.): Das Schloss Drachenburg und der Burghof im Wandel der Zeit. Edition Lempertz, Königswinter 1997, ISBN 3-933070-00-7.
- Die Hirschburg. In: Manfred van Rey (Hrsg.): Königswinter in Zeit und Bild, Band I, 10. Teillieferung, Königswinter 1998.
- 50 Jahre Petersberg: Das Gästehaus der Bundesregierung auf dem Petersberg in Königswinter 1949-1999. In: Jahrbuch des Rhein-Sieg-Kreises 1999. Rheinlandia Verlag, Siegburg 1998, ISBN 3-931509-78-8, S. 121–124.
- Erinnerungen an eine schwierige Zeit. In: Heimatverein Siebengebirge, Heinrich Blumenthal (Hrsg.): Aufbruch: Der Siebengebirgsraum 1945 bis 1955. Rheinlandia Verlag, Siegburg 2001, ISBN 3-935005-13-X, S. 108–115.